# 金曜やのパンチ★
『金曜やのパンチ★』（きんようやのぱんち）は、金曜14:30-17:00に放送されているKBS京都ラジオのラジオ番組である。

## 概要
「月曜日から金曜日までのお疲れさまと週末の元気をお届けしたい。家族（リスナー）の皆様に幸せな気持ちをお届けしたい」というやのぱんの本気?の思いがつまった番組

## パーソナリティ

### メインパーソナリティ
- やのぱん（やのぱん、1974年11月3日 - ）
  - タレント。京都府城陽市出身。松竹芸能所属。阪神ファン。

### アシスタント
- 岩井万実（いわい まみ、1985年8月10日 - ）2013年4月5日～
  - タレント。奈良県出身。パートナーズ・プロ所属。趣味は野球観戦、山登り、ウクレレ、アロマテラピー。阪神ファン。姉がいる。

- 過去のアシスタント
  - 祝迫くみ子（いわいさこ くみこ、7月5日生まれ）2011年4月8日～2013年3月29日
    - タレント、薬剤師。兵庫県神戸市出身。KTA所属。

## コーナー
- クイズ箱の中身はなんでしょう！？
  - 箱の中身を裏番長からのヒントを聞いて家族（リスナー）のみんなと当てていこう、というコーナー
- 京都新聞ニュース、天気予報、KBS京都交通情報
- 先週のパンチメール
  - 前の週に紹介できなかったメールを紹介
- やのぱんのトリプルクロスカウンター！！
  - やのぱんのパンチの効いたフリートーク
- 岩井万実のま実になるニュース（2013年7月5日 - ）
  - 岩井万実が気になる話題を取り上げるコーナー。クイズの第2ヒント枠に取って代わる。
- やのぱん耳寄り情報～ぱんの耳～
  - 第3週　韓国エンタテインメントの専門家（韓国再発見）とともに韓流最新情報を届ける
- きょうとほっと情報 -京都府からの耳より情報
- 交通取締情報
- イチ押しテレビインフォメーション 金曜テレパンチ！
  - KBS京都テレビの1週間の見どころやトピックスを紹介
- 彦根市便り　-彦根市からのお知らせ
- パンママ'S ルーム
  - 男性経験豊富なパンママがリスナーの怒りや悩み、彼氏いない歴5年目に突入した岩井の悩みを聞く

終了したコーナー
- やのベーカリーパン×3（パン・パン・パン） -家で焼いたパン、近所のパンやさん、面白いパンなどを紹介
- 男と女の相談室 スナックくみ子ハイパー
- 杉村屋の快眠通信（第2週）2013年5月まで1年間
  - 快眠のスペシャリスト森博人社長に快眠につながる話を聞く

## 過去のゲスト
- アメリカザリガニ（2013年1月11日）

ほか

## 放送時間
- 2011年4月8日～2012年9月28日  15:00 - 17:00
- 2012年10月5日～　14:30 - 17:00
  - 2013年1月6日～3月23日 京都人権情報放送のため、14:40 - 17:00

## 備考
2012年10月5日から、同時間帯、滋賀放送局では「しがスタ!」を放送している（番組内での告知はなかった）。